# Philipp Emanuel von Fellenberg
Philipp Emanuel von Fellenberg, pédagogue et agronome suisse, né à Berne le 27 juin 1771, d'une riche famille patricienne, mort le 21 novembre 1844 à Münchenbuchsee.

## Biographie
Il étudie le droit à l'université de Tübingen (1789) et commence à travailler à Colmar dans l'Institut d'éducation de Pfeffel.
Après avoir étudié les divers modes d'éducation, ceux surtout de Johann Heinrich Pestalozzi, de Gottlieb Konrad Pfeffel, de Saltzmann, il voyage en Suisse, au Tyrol, en France (1795) et en Allemagne puis, lorsqu'éclate la révolution de Berne en 1798, accepte de commander le district supérieur du canton. 
En 1799, il démissionne et fonde, dans le domaine jusque-là désert de Hofwyl, près de Berne, un Institut agricole, auquel il joignit successivement un Institut de Pauvres ou école d'industrie, un Institut de jeunes Nobles (1808), qui offrait un système complet d'études, un Institut normal pour former des instituteurs, embrassant ainsi toutes les parties de l'éducation et une salle d'asile.
Ces divers établissements, où affluaient des élèves de toutes les parties de l'Europe, prospérèrent de son vivant ; mais ils succombèrent peu après sa mort. Fellenberg voulait faire de l'agriculture un moyen d'éducation pour les pauvres, et couvrir par le produit du travail des élèves les frais d'éducation.
En 1833, il devient landaman de Berne et correspondant de l'Institut de France.
Il a publié en allemand des Vues sur l'agriculture de la Suisse et le moyen de la perfectionner (trad. par Charles Pictet de Rochemont, Genève, 1808).